# HEY1
HEY1 (англ. Hes related family bHLH transcription factor with YRPW motif 1) – білок, який кодується однойменним геном, розташованим у людей на короткому плечі 8-ї хромосоми. Довжина поліпептидного ланцюга білка становить 304 амінокислот, а молекулярна маса — 32 613.
| 10         |  | 20         |  | 30         |  | 40         |  | 50         |
| ---------- |  | ---------- |  | ---------- |  | ---------- |  | ---------- |
| MKRAHPEYSS |  | SDSELDETIE |  | VEKESADENG |  | NLSSALGSMS |  | PTTSSQILAR |
| KRRRGIIEKR |  | RRDRINNSLS |  | ELRRLVPSAF |  | EKQGSAKLEK |  | AEILQMTVDH |
| LKMLHTAGGK |  | GYFDAHALAM |  | DYRSLGFREC |  | LAEVARYLSI |  | IEGLDASDPL |
| RVRLVSHLNN |  | YASQREAASG |  | AHAGLGHIPW |  | GTVFGHHPHI |  | AHPLLLPQNG |
| HGNAGTTASP |  | TEPHHQGRLG |  | SAHPEAPALR |  | APPSGSLGPV |  | LPVVTSASKL |
| SPPLLSSVAS |  | LSAFPFSFGS |  | FHLLSPNALS |  | PSAPTQAANL |  | GKPYRPWGTE |
| IGAF       |  |            |  |            |  |            |  |            |

A: Аланін

C: Цистеїн

D: Аспарагінова кислота

E: Глутамінова кислота

F: Фенілаланін

G: Гліцин

H: Гістидин

I: Ізолейцин

K: Лізин

L: Лейцин

M: Метіонін

N: Аспарагін

P: Пролін

Q: Глутамін

R: Аргінін

S: Серин

T: Треонін

V: Валін

W: Триптофан

Кодований геном білок за функціями належить до репресорів, білків розвитку. 
Задіяний у таких біологічних процесах, як транскрипція, регуляція транскрипції, альтернативний сплайсинг. 
Білок має сайт для зв'язування з ДНК. 
Локалізований у ядрі.